# 383.ª Divisão de Infantaria (Alemanha)
A 383ª Divisão de Infantaria (em alemão:383. Infanterie-Division) foi uma unidade militar que serviu no Exército alemão durante a Segunda Guerra Mundial.

## Comandantes
| Comandante                             | Data                                             |
| -------------------------------------- | ------------------------------------------------ |
| Generalleutnant Johann Haarde          | 26 de janeiro de 1942 - 20 de fevereiro de 1942  |
| Generalleutnant Eberhard von Fabrice   | 20 de fevereiro de 1942 - 27 de setembro de 1942 |
| Generalleutnant Friedrich-Wilhelm John | 27 de setembro de 1942 - 1 de julho de 1943      |
| Generalleutnant Edmund Hoffmeister     | 1 de julho de 1943 - 20 de junho de 1944         |

## Área de operações
| Prússia Oriental               | janeiro de 1942 - junho de 1942  |
| Frente Oriental, setor sul     | junho de 1942 - março de 1943    |
| Frente Oriental, setor central | de março de 1943 - junho de 1944 |